# Fácánkert
Fácánkert es un pueblo húngaro perteneciente al distrito de Tolna en el condado de Tolna, con una población en 2013 de 411 habitantes.
El pueblo se construyó a finales del siglo XIX con el nombre de Simonmajor. Adoptó su actual topónimo en 1936.
Se ubica en la periferia noroccidental de la capital distrital Tolna, junto a la carretera M6 que une Budapest con Sarajevo.